# Silvio Cator
Sylvio eller Silvio P. Cator, född 9 oktober 1900 i Cavaillon, död 22 juli 1952 i Port-au-Prince, var en haitisk friidrottare som främst tävlade i hoppgrenar.

Cator inledde sin idrottskarriär som fotbollsspelare, han spelade för Racing Club Haïtien i den haitiska högstaligan Ligue Haïtienne och senare även för det haitiska landslaget. Han deltog vid sommar-OS i Paris 1924 där han slutade på en femtonde och tolfte plats i höjdhopps- respektive längdhoppstävlingen.
Vid spelen i Amsterdam 1928 erövrade han silvermedaljen efter ett hopp på 7,58, 15 centimeter bakom den segrande amerikanen Ed Hamm. Bara en månad efter OS, 9 september 1928, slog Cator Hamms världsrekord genom att hoppa 7,93 i Paris.
Cator deltog även i längdhopp vid OS i Los Angeles 1932, men hade nu passerat höjden på sin karriär och slutade på en nionde plats.
Cators silvermedalj är det bästa resultatet någonsin av en haitisk idrottare i OS (landet har förutom denna medalj bara erövrat ett brons i lagtävlingen i frigevär 1924). Världsrekordet stod sig i drygt tre år (innan japanen Chuhei Nambu förbättrade det till 7,98 i Tokyo 27 oktober 1931), men står sig ännu som haitiskt rekord och är därmed det äldsta nationella rekordet i friidrott.
1946 valdes Cator till borgmästare i Port-au-Prince. Stade Sylvio Cator (en multiarena) i Port-au-Prince är uppkallad efter honom och färdigställdes under hans dödsår 1952.
1958 gav det haitiska postväsendet ut en serie frimärken för att markera 30-årsjubileet för Cators silvermedalj och världsrekord.